# Нецишув
Нецишув (пол. Nieciszów, нім. Netsche) — село в Польщі, у гміні Олесниця Олесницького повіту Нижньосілезького воєводства.
Населення — 479 осіб (2011).

## Демографія
Демографічна структура станом на 31 березня 2011 року:
|          | Загалом | Допрацездатний вік | Працездатний вік | Постпрацездатний вік |
| -------- | ------- | ------------------ | ---------------- | -------------------- |
| Чоловіки | 236     | 54                 | 166              | 16                   |
| Жінки    | 243     | 48                 | 155              | 40                   |
| Разом    | 479     | 102                | 321              | 56                   |